# David Lange
David Russell Lange (ur. 4 sierpnia 1942 w Otahuhu, zm. 13 sierpnia 2005 w Auckland) – nowozelandzki polityk, premier z ramienia Partii Pracy w latach 1984–1989.
Pochodził z rodziny o korzeniach niemieckich, był synem lekarza. Studiował prawo na uniwersytecie w Auckland, przez 6 lat pracował jako adwokat w jednej z najuboższych dzielnic Auckland, służąc darmową pomocą prawną. Działał w Partii Pracy, w marcu 1977 po raz pierwszy zasiadł w Izbie Reprezentantów. Od 1979 był wiceprzewodniczącym partii, od 1982 przewodniczącym frakcji parlamentarnej. W lutym 1983 został wybrany na szefa Partii Pracy i przywódcę opozycji; po zwycięstwie wyborczym w przedterminowych wyborach parlamentarnych w lipcu 1984 Lange został premierem, najmłodszym w historii Nowej Zelandii.
Funkcję premiera łączył z teką spraw zagranicznych (1984–1987), później edukacji (1987–1989). Był znany m.in. z zaangażowania w walkę z bronią atomową, za co po latach został uhonorowany tzw. alternatywną nagrodą Nobla (2003). Jego rząd przeprowadził program wolnorynkowych reform gospodarczych autorstwa ministra finansów Rogera Douglasa (tzw. kiwi-reformy) oparty na obniżeniu i uproszczeniu podatków, prywatyzacji większości państwowych przedsiębiorstw, ograniczeniu wydatków socjalnych i zniesieniu wysokich subsydiów rolniczych. Doprowadziło to w krótkim czasie do wyraźnego zmniejszenia bezrobocia i inflacji oraz dużego wzrostu gospodarczego. W sierpniu 1989 David Lange zrezygnował z kierowania rządem i Partią Pracy, przekazując obowiązki Geoffreyowi Palmerowi (wicepremierowi i ministrowi środowiska); w gabinecie Palmera pełnił funkcję prokuratora generalnego (1989–1990). Wycofał się z życia politycznego ze względów zdrowotnych w 1996.
Został odznaczony m.in. Orderem Nowej Zelandii (2003).